# Tuatha Na Gael
Tuatha Na Gael ist das Debütalbum der irischen Celtic-Metal-Band Cruachan.

## Geschichte
Nachdem Cruachan Anfang 1994 einen Vertrag mit dem deutschen Label Nazgul’s Eyrie Productions unterschrieb, wurde das Debütalbum vom 8. bis 12. Februar 1995 aufgenommen. Neben dem normalen Line-up der Band, waren auf dem Album auch Niamh Hanlon (Uilleann Pipes) und Paul Kerns (Hintergrundgesang) als Gastmusiker tätig. Am 30. April 1995, dem keltischen Beltaine-Fest, wurde Tuatha Na Gael veröffentlicht. Da das Label sehr klein war und sich das Album überraschend gut verkaufte, war es relativ schnell ausverkauft, weshalb es 2001 durch Hammerheart Records und 2004 wiederveröffentlicht wurde. Bei den beiden Wiederveröffentlichungen wurden als Bonustitel die Lieder der Promo ’97 angehängt.
Das Cover wurde von John O’Fathaigh entworfen.

## Titelliste
Alle Lieder wurden von Cruachan komponiert. Die Texte stammen von Keith Fay, außer Táin Bó Cuailgne.
1. I Am Tuan – 2:23
2. The First Battle of Moytura – 7:46
3. Maeves March – 3:32
4. The Fall of Gondolin – 8:04
5. Cúchulainn – 7:05
6. Taín Bó Cuailgne’ – 8:45
7. To Invoke the Horned God – 6:13
8. Brian Boru – 4:40
9. To Moytura We Return – 8:23

Bonustitel (Wiederveröffentlichung 2004):
1. Return – 6:35 (Originalversion von Ossian’s Return auf dem Album Folk-Lore, später in Viking Slayer (auf Pagan) umgeschrieben)
2. Erinsong – 4:56 (Originalversion von Lament for the Wild Geese, ein Lied mit demselben Namen ist auch auf Pagan vorhanden)
3. Ó Ró Sé Do Bheata Bhaile – 3:44

## Kritik
Das Album wurde sowohl in der Szene als auch durch die Fachpresse für die Kompositionen gelobt, die Elemente des Folk und früher Skyclad-Alben mit Black-Metal-Elementen verbinden. Lediglich die schlechte Aufnahmequalität der Originalversion wurde gelegentlich bemängelt, metalstorm.net, z. B., vergab deshalb nur 6 von 10 Punkten für die Produktion.
Das deutsche Metal-Magazin und Webzine Rock Hard vergab für das Album 9 von 10 Punkten:

„‚Tuatha Na Gael‘ ist nicht nur eine interessante musikalische Angelegenheit, sondern auch ein Lehrstück in Sachen heidnischer Mythologie.“

Auch international wurde das Album gelobt. So bewertete metalstorm.net das Album insgesamt mit 8 von 10 Punkten und schrieb:

"Tuatha Na Gael" is a jewel among the fine albums the band has created. It is a perfect representative of their personal style and has also a face of its own. This merry album is enjoyable for every fan of Cruachan and a fine experience for any person who likes folk metal all in all.

„Tuatha Na Gael ist ein Juwel unter All den guten Alben, die die Band veröffentlicht hat. Es repräsentiert perfekt ihren eigenen Stil und weist dennoch eine gewisse Eigenständigkeit auf. Dieses fröhliche Album ist ein Genuss für jeden Cruachan-Fan und eine gute Erfahrung für jeden, der Folk Metal mag.“